# Welstandszorg
Welstandszorg staat voor het beleid dat gemeenten in Nederland voeren om te sturen op de architectonische kwaliteit van bouwplannen. Een gemeente is de aangewezen instantie om een bouwplan (of bouwplannen) op architectonische aspecten te beoordelen. Bij de beoordeling kan bijvoorbeeld gekeken worden naar de afmetingen van het ontworpen gebouw, maar vooral naar de vorm- en kleurgeving, en of het gebouw past in de omgeving waarin het is geprojecteerd.
Om te mogen toetsen aan redelijke eisen van welstand moet een Nederlandse gemeente (sinds 1 juli 2004) het eigen welstandsbeleid hebben vastgelegd in een welstandsnota. De welstandsnota is gebaseerd op artikel 12a van de Woningwet. In deze nota zijn de beleidsregels vastgelegd met daarin de welstandscriteria en welstandskaders die worden toegepast bij de  welstands-beoordeling van de bouwplannen. Het is mogelijk dat een gemeente welstandsvrije gebieden aanwijst waarin geen welstandsbeleid wordt gevoerd. Het is zelfs mogelijk om voor het gehele gemeentelijke gebied een welstandsvrij beleid te voeren, dat wil zeggen dat de gemeente de architectonische kwaliteit overal vrij laat. Enkele gemeenten hebben daartoe besloten en hebben dus geen welstandsbeleid en geen welstandsnota (meer).

## Welstandscommissie
Elke aanvraag om een omgevingsvergunning voor het bouwen van bouwwerken moet worden getoetst aan 'redelijke eisen van welstand'. Als een bouwplan niet aan de welstandseisen voldoet, mag er geen omgevingsvergunning worden afgegeven, tenzij het gemeentebestuur vindt dat andere argumenten nog zwaarder wegen. Het is het college van burgemeester en wethouders dat besluit of een bouwplan voldoet aan de welstandseisen, maar daarbij laat het zich adviseren door een onafhankelijke welstandscommissie. Die commissie wordt door de gemeenteraad benoemd voor een periode van drie jaar. Meestal bestaat de commissie voor het merendeel uit deskundigen - architecten, stedenbouwkundigen, monumenten-deskundigen - maar steeds vaker worden burgers in de commissies benoemd.
De gemeente legt in een welstandsnota zo concreet mogelijk vast welke welstandscriteria gelden voor de verschillende delen van de gemeente. Die criteria zijn ontleend aan een beschrijving van de identiteit van de betreffende buurt of wijk. Wanneer men vergunningsvrij mag bouwen, hoeft men niet te voldoen aan de criteria uit de welstandsnota (tenzij in de Wabo wordt aangegeven dat een vergunning vereist is als de welstandsnota criteria bevat, bijvoorbeeld bij dakkapellen aan de voorzijde van de woning). Heeft men wel een omgevingsvergunning nodig, dan wordt het bouwplan door de gemeente getoetst aan de eisen in de welstandsnota. Heeft de betreffende gemeente geen welstandsnota opgesteld, dan kan de gemeente de plannen ook niet op welstand beoordelen en vindt er geen toetsing plaats. De welstandsnota moet jaarlijks worden geëvalueerd. De welstandsnota kan alleen worden aangepast door een besluit van de gemeenteraad, nadat er een inspraakronde is geweest.

## Opzet van deWelstandsnota
De welstandsnota bestaat uit diverse onderdelen. Het eerste deel beschrijft meestal het doel van de nota en de organisatie van de welstandszorg (uitvoeringswijze, adviserende instantie). Vervolgens beschrijft de welstandsnota vaak de 'algemene welstandscriteria' die op te vatten zijn als algemene richtlijnen voor goede architectuur. In sommige nota's wordt daarna het grondgebied van de gemeente opgedeeld in verschillende welstandsniveaus: van gebieden waar een extra zorgvuldige welstandsbeoordeling nodig wordt geacht tot gebieden met een 'licht' welstandsregime. Ook heeft ongeveer een kwart van de gemeenten één of meer gebieden 'welstandsvrij' verklaard. 
Daarna volgen in de welstandsnota de beschrijvingen van de verschillende deelgebieden van de gemeente; voor ieder deelgebied zijn specifieke welstandscriteria opgenomen. 
Ten slotte geeft elke welstandsnota een aantal sneltoets-criteria aan (ook loketcriteria genoemd). Deze criteria mogen uitsluitend toegepast worden op kleine bouwplannen (voorheen licht-vergunningplichtige bouwwerken), zoals aanbouwen en dakkapellen. De toetsing van dergelijke bouwplannen kan meestal eenvoudiger. 
Welstandsnota's kunnen sinds 2008 digitaal opgesteld worden, bijvoorbeeld via een digitale kaart waarmee men kan zoeken welke criteria van toepassing zijn. Er is een vrijblijvend te gebruiken standaard ontwikkeld.

## Voorbeeld van criteria
Een voorbeeld, dit kan verschillen per gemeente, van een criterium in de welstandnota is dat er in een bepaalde wijk alleen in rode baksteen gebouwd mag worden, dat een uitbreiding van een gebouw in materiaal en kleur moet aansluiten bij het hoofdgebouw, of dat een groot nieuw gebouw in een straat met smalle huizen, ook voor het gezicht in smalle stroken moet worden opgedeeld.